# Grupa okrętów

Proporzec dowódcy grupy okrętów (od 1990)

Grupa okrętów – pododdział taktyczny występujący w polskiej Marynarce Wojennej oraz marynarkach wojennych innych państw.
Grupa jest najmniejszym zespołem jednostek pływających i składa się przeważnie z 2-3 małych okrętów jednej klasy (np. kutry rakietowe, kutry torpedowe, trałowce). 4-6 grup okrętów tworzy dywizjon. Czasem pojedyncze grupy mogą być bezpośrednio podporządkowane flotyllom lub brygadom okrętów.
Innym znaczenie to mały zespół okrętów, niekoniecznie tej samej klasy, zebrany pod wspólnym dowództwem, by wykonać określone zadanie (np. rozpoznanie – wówczas jest to grupa rozpoznawcza).